# Anna Sgroi

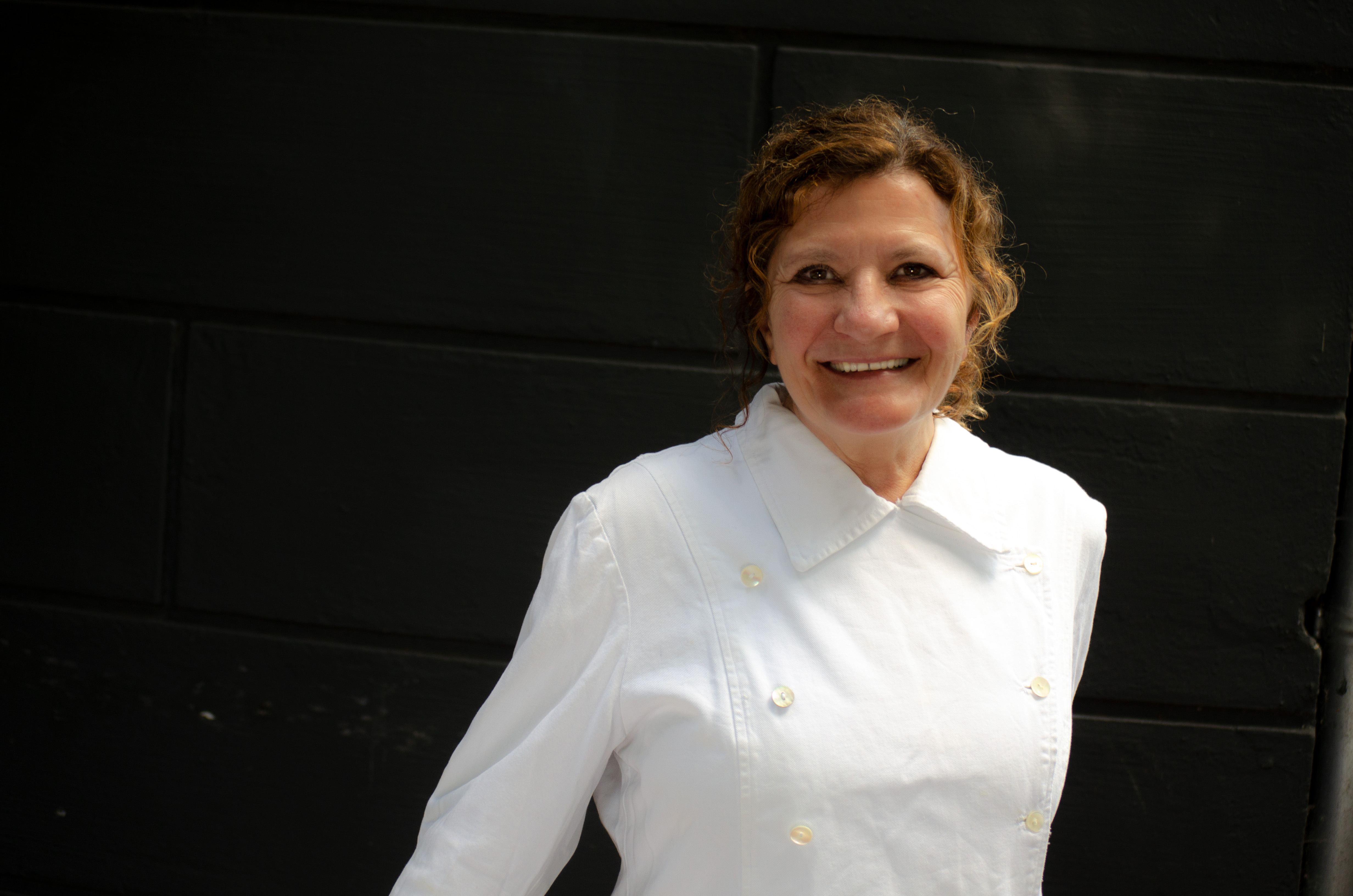
Anna Sgroi (2020)

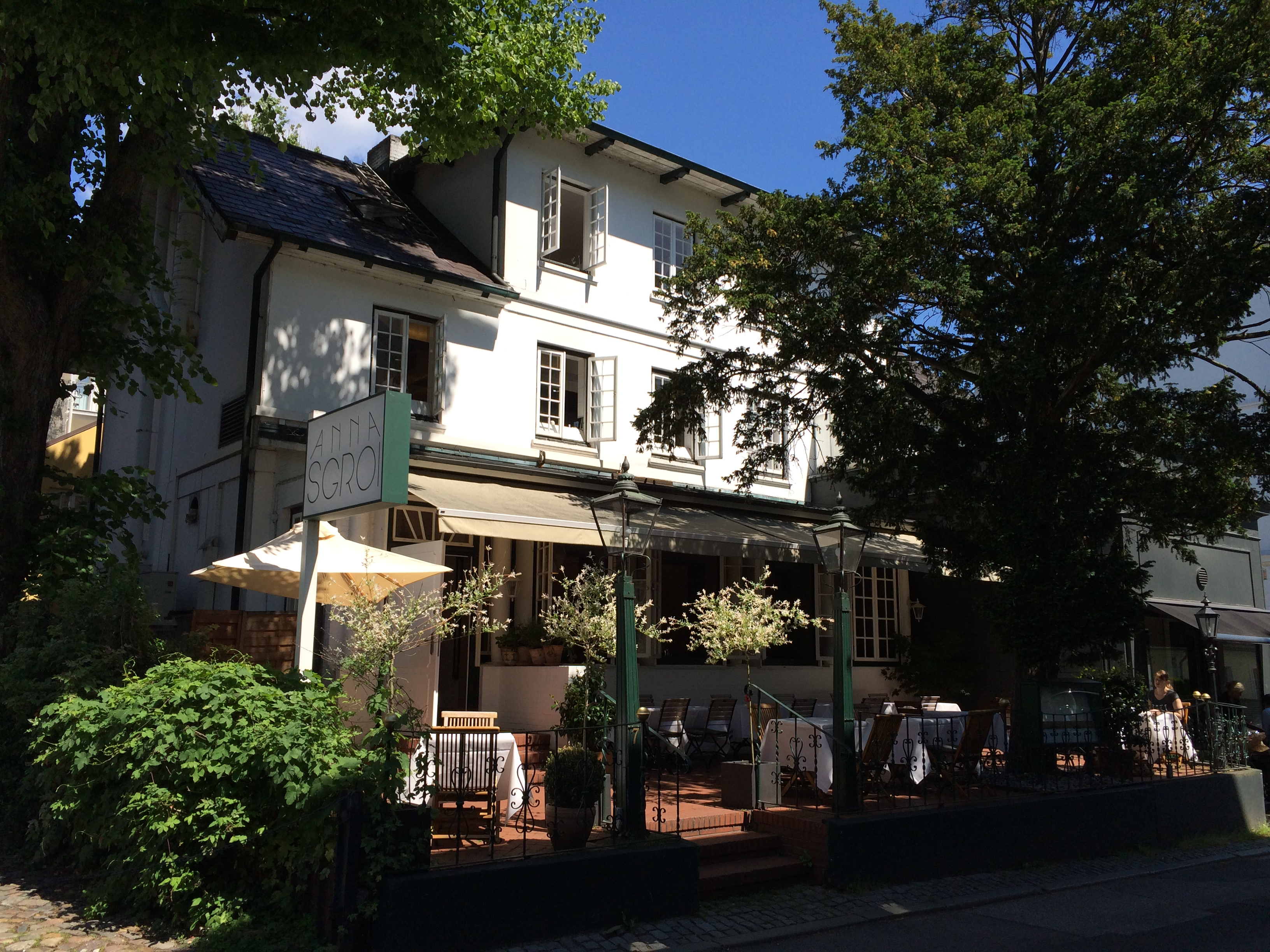
Restaurant Anna Sgroi

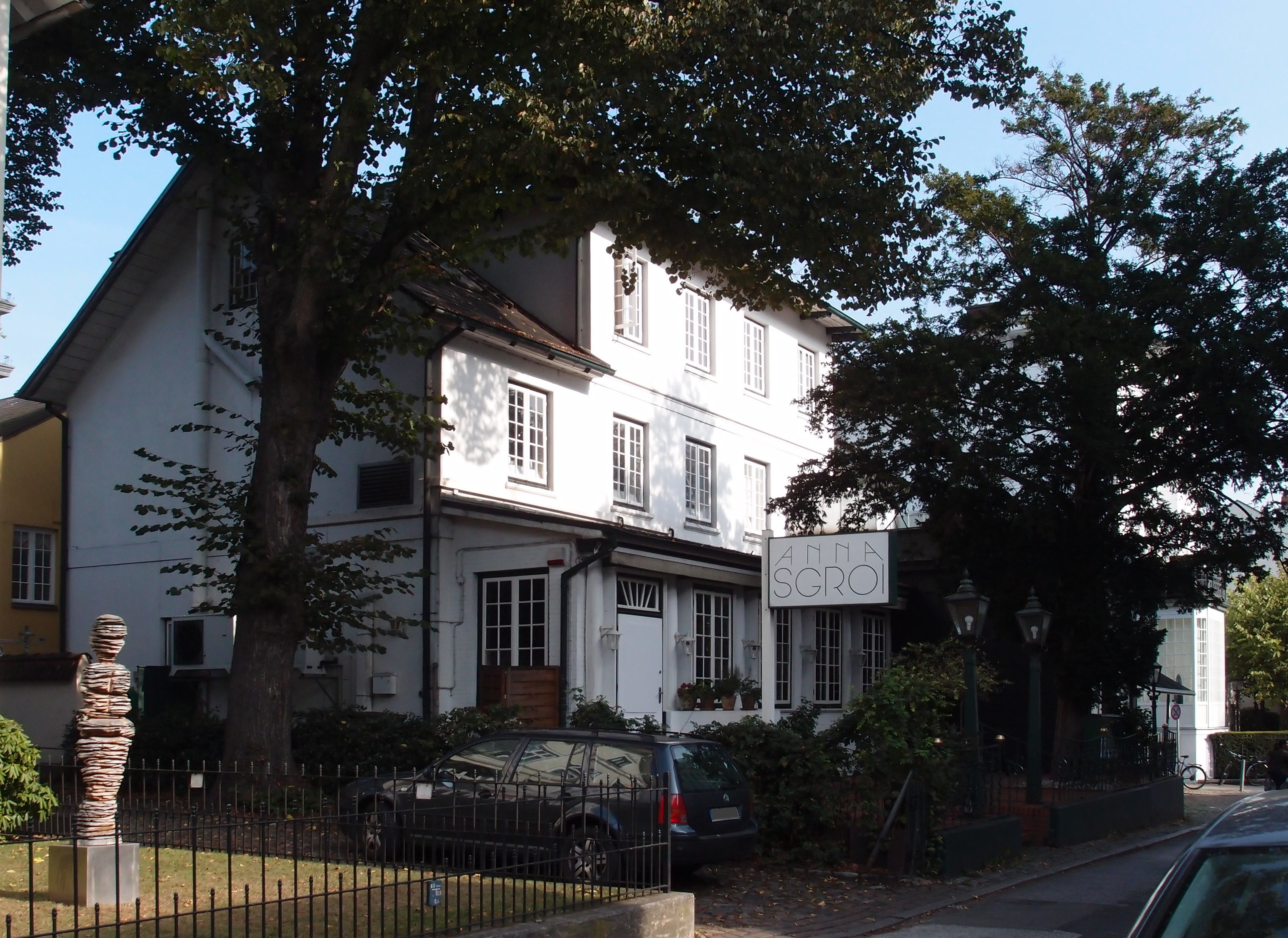
Restaurant Anna Sgroi

Anna Sgroi (* 20. April 1959 in Alcamo (Sizilien)) ist eine italienische Köchin.

## Werdegang
Aufgewachsen in Mailand absolvierte Anna Sgroi dort zunächst eine Ausbildung zur Friseurin. Nach längeren Aufenthalten in Südfrankreich und Indien eröffnete sie 1988 zusammen mit ihrem damaligen Partner in Hamburg das Restaurant „Anna e Sebastiano“. Kurz darauf absolvierte sie bei dem italienischen Koch Gualtiero Marchesi (drei Michelinsterne) ein Praktikum in Mailand. 1990 erhielt das Restaurant der Autodidaktin den ersten Michelin-Stern, den sie bis zur Schließung 1998 fortwährend hielt. Ab 1999 war sie Geschäftsführerin im Hamburger Bistro „Vero“.
2002 öffnete sie ihr erstes allein geführtes Restaurant „Sgroi“ im Hamburger Stadtteil St. Georg, das von 2004 bis 2012 mit einem Stern des Guide Michelin ausgezeichnet wurde.
Ab April 2013 kochte Sgroi in ihrem Restaurant „Anna Sgroi“ in der Milchstraße 7 in Hamburg-Rotherbaum. Hier wurde sie erneut von 2014 bis 2016 mit einem Stern des Guide Michelin ausgezeichnet. Ende April 2023 schloss sie ihr Restaurant.

## Auszeichnungen
Auszeichnungen durch den Guide Michelin:
- 1990 bis 1998: ein Stern
- 2004 bis 2012: ein Stern
- 2014 bis 2016: ein Stern[4]

## Veröffentlichungen
- Typisch Anna!: La vera cucina italiana, AT Verlag, ISBN 978-3-03800-493-6.